# Acanthorrhynchium grosso-papillatum
Acanthorrhynchium grosso-papillatum là một loài Rêu trong họ Sematophyllaceae. Loài này được (Broth.) M. Fleisch. mô tả khoa học đầu tiên năm 1923.